# 코스타리카 콜론
콜론(스페인어: colón, 복수형: colones)은 코스타리카의 통화로 1 콜론은 100 센티모(céntimos)로 나뉜다.
코스타리카는 1896년에 페소를 대체하기 위한 차원에서 콜론을 도입했다. "콜론"이라는 이름은 크리스토퍼 콜럼버스의 스페인어 표현인 "크리스토발 콜론"(Cristóbal Colón)에서 유래된 이름이다. 5, 10, 25, 50, 100, 500 콜론 동전과 1000, 2000, 5000, 10000, 20000, 50000 콜론 지폐가 통용된다.

## 같이 보기
- 코스타리카의 경제